# Adolf-Grimme-Preis 1979
Der 15. Adolf-Grimme-Preis wurde 1979 verliehen. Die Preisverleihung fand am 22. März 1979 im Theater Marl statt.
Im Rahmen der Veranstaltung wurden neben dem Adolf-Grimme-Preis noch weitere Preise, unter anderem die Preise des Stifterverbands für die Deutsche Wissenschaft und der Marler Gruppe, vergeben.

## Preisträger

### Adolf-Grimme-Preis mit Gold
- Max H. Rehbein (Buch), Jens-Uwe Scheffler (Regie) und Eckhard Dorn (Kamera) (für den Dokumentarfilm Lefty – Erinnerung an einen Toten in Brooklyn, NDR)
- Werner Schroeter (für Buch und Regie zu Neapolitanische Geschwister, ZDF)
- Percy Adlon (Buch und Regie) und Rolf Illig (Darsteller) (für die Sendung Der Vormund und sein Dichter – Robert Walser, BR)

### Adolf-Grimme-Preis mit Silber
- Klaus Lemke (für Buch und Regie zu Amore, WDR)
- Elfie Donnelly und Hans Henning Borgelt (für Buch und Regie zu Servus Opa, sagte ich leise …, SFB)

### Besondere Ehrung
- Franz Alt (für die Moderation und Redaktionsleitung von Report).
- Gerd Jauch (für sach- und personenbezogene Programmarbeit, die schwierige Konfliktfelder mit Mitteln des Fernsehens verständlich gemacht hat)
- Friedrich Wilhelm Hymmen (für 20 Jahre Fernsehkritik und sein entschiedenes Eintreten für den öffentlich-rechtlichen Rundfunk)

### Ehrende Anerkennung
- Alfred Behrens (für die Regie bei Familienkino: Ihre Hoheit mit Prinzess Sieglinde, NDR)
- Paul Karalus (für die Regie bei Kraftproben: Gudrun Ensslin, WDR)

### Sonderpreis des Stifterverbands für die Deutsche Wissenschaft
- Horst Stern (für die Regie bei Die Stellvertreter: Tiere in der Pharmaforschung, SDR)

### Publikumspreis der Marler Gruppe
- Elfie Donnelly (für die Sendung Servus Opa, sagte ich leise …, SFB)